# HMAS Brisbane (1915)
«Брізбен» (англ. HMAS Brisbane) — Легкий крейсер типу «Таун» (1910) Королівського австралійського флоту (RAN). Побудований в Сіднеї між 1913 і 1916 роками за проектом підтипу «Чатем». 
Під час Першої світової війни «Брізбен» діяв у Індійському, Тихому океанах та в прибережних водах Австралії. 

## Історія служби
13 грудня 1916 року «Брізбен» вирушив до Середземного моря.  Після прибуття до Мальти 4 лютого корабель був оснащений обладнанням, якого в той час ще не було в Австралії.  .
Незабаром після цього корабель був переведений в Коломбо, звідки здійснював патрулювання Індійського океану для пошуку німецьких рейдерів «Вольф» та «Зеєдлер».  
У лютому 1917 року крейсер отримав гідролітак типу Sopwith Baby для розвідки. Це був перший літак, який застосовувався з борту австралійського військового корабля  

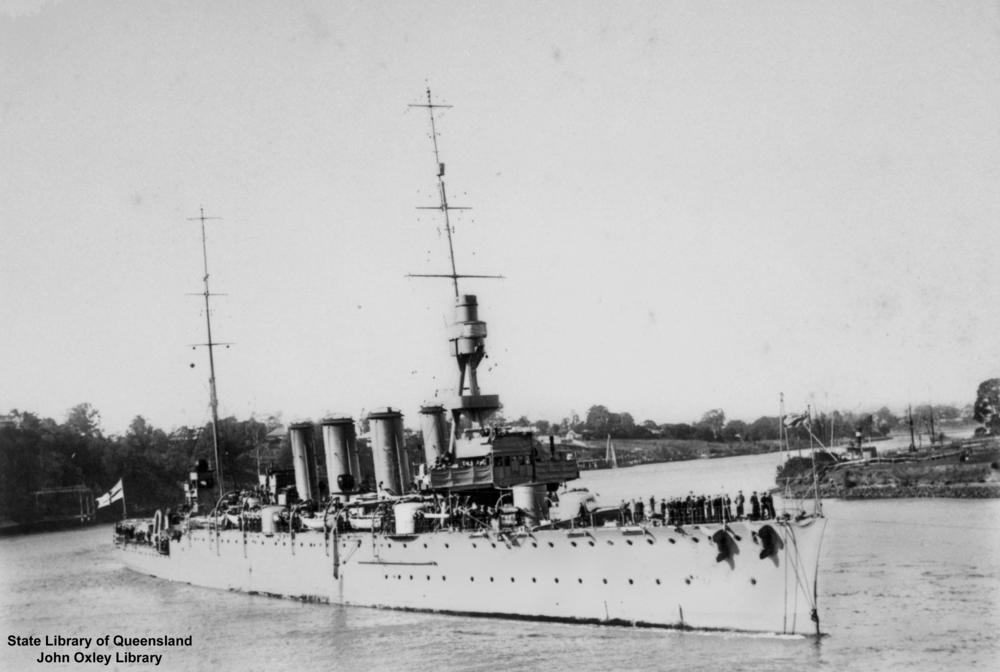
HMAS Brisbane у 1919 році